# Golden Sunshine
Golden Sunshine ist eine 1974 von Walter Wessely gegründete österreichische Band der Stilrichtung Tanzmusik und deutscher Schlager.

## Geschichte
Auf Initiative des damals fünfzehnjährigen Walter Wessely fanden sich im Sommer 1973 vier junge Musiker zusammen, um ihren gemeinsamen Traum zu verwirklichen: Live-Musik zu machen, die Menschen begeistert. Eines der großen Vorbilder für die ambitionierten Musiker war die damals schon erfolgreiche deutsche Band Die Flippers. Richard Fuchs, Gerhard Hofer und Johann Pammer bildeten zusammen mit Walter die erste Live-Formation – mit einer Gitarre, einer Bassgitarre, einer Orgel der Marke Philicorda aus dem Jahr 1966, einem Schlagzeug, das zum Großteil aus selbstgebauten Komponenten bestand, und einem umgebauten alten Röhrenradio als Verstärker.
Mit einem Enthusiasmus, der sich nur durch die Jugend der Akteure erklären lässt, wurde geprobt – und tatsächlich kam es 1974 zum ersten Live-Auftritt, zu dem die Musiker noch gefahren werden mussten, da noch keiner von ihnen einen Führerschein, geschweige denn ein Auto hatte.
Wider Erwarten kam der Auftritt gut an. Zwei Umbesetzungen folgten, ab 1976 waren Walter, Hans, der neue Schlagzeuger Ferdi Friedl und der ebenso neue Gitarrist Sepp Lipold gut im Geschäft. Etwa zur selben Zeit begann Walter, selbst Lieder zu komponieren – und es passierte etwas Unwahrscheinliches: Ein Produzent (Peter Rosinak) hörte die Band und nahm sie für Ariola unter Vertrag.
Ab 1979 wurde fast jährlich ein Langspieltonträger produziert.
1984 folgte die nächste Umbesetzung: Josef Lipold musste die Band aus beruflichen Gründen verlassen; Walters Bruder Christian Wessely stieß als Keyboarder zur Band, während Walter an die Gitarre wechselte. 1990 trennte sich die Band vom Bassisten Hans, der durch Klaus Kaspar ersetzt wurde. In dieser Formation existiert die Band noch heute, wenn sie auch nicht mehr live auftritt und nur noch CDs produziert.
1992 gründete Walter Wessely sein eigenes Tonstudio, das „Sunshine Studio“, und 2000 sein eigenes Label, „Ton in Ton Records“.

## Diskografie

### Alben
- 1979: … für Dich
- 1981: Eine kleine Party
- 1982: Du und ich
- 1984: Mehr von Dir
- 1987: Bilder der Liebe
- 1988: Verbotene Träume
- 1989: Sonne im Herzen
- 1990: Wunderbar, dass es Dich gibt
- 1991: Sayonara
- 1993: Verliebte Nächte
- 1995: Ich schau’ so gern in Deine Augen
- 1996: Manchmal könnt ich dich …
- 1998: Du, ich lass Dich nie allein
- 1999: Ich schau’ so gern in Deine Augen
- 2006: Für immer!

## Trivia
- Zwischen 1989 und 1992 Tanzband am Wiener Opernball
- Mehr als 250.000 verkaufte Tonträger
- Fernsehauftritte in ZDF, RTL, SRG, ORF und zahlreichen Lokalsendern
- Bis zum Ende der Livetätigkeit 1998 eine der höchstbezahlten Unterhaltungsbands Österreichs